# Cyclopecten pernomus
Cyclopecten pernomus is een tweekleppigensoort uit de familie van de Propeamussiidae. De wetenschappelijke naam van de soort is voor het eerst geldig gepubliceerd in 1935 door Hertlein.